# Richard Schrock
Richard Royce Schrock (* 4. ledna 1945, Berne, Indiana, USA) je americký chemik, který získal v roce 2005 společně s Robertem Grubbsem a Yves Chauvinem Nobelovu cenu za chemii za vynálezy chemických katalyzátorů, jež umožnily vyvinout novou metodu přetváření organických molekul, takzvanou metatezi.

## Život a kariéra
Narodil se v Berne v Indianě. Studoval na University of California, Riverside v Riverside v Kalifornii, později pod vedením J. A. Osborna  na Harvardu. V letech 1971–1972 absolvoval postgraduální studium na Univerzitě v Cambridge spolu s lordem Jackem Lewisem.

V roce 1975 nastoupil na Massachusettský technologický institut a roku 1980 se stal plnohodnotným profesorem.

Je členem Americké akademie umění a věd a Národní akademie věd.
Je ženatý a má dvě děti.